# Bing Predicts
Bing Predicts é um motor de previsão desenvolvido pela Microsoft que utiliza a base na aprendizagem de máquina dos dados recolhidos em relação às principais tendências das mídias sociais (e da sensibilidade relativamente a esses tópicos), juntamente com tendências de pesquisas no Bing. O recurso prevê resultados de eleições políticas, de reality-shows populares e de grandes eventos esportivos. As previsões podem ser consultadas pelo motor de busca Bing. A ideia de desenvolver um motor de previsão foi inicialmente sugerida por Walter Sun e foi lançado no dia 21 de abril de 2014 nos Estados Unidos, e os primeiros reality-shows a serem destacados no Bing Predicts foram The Voice, American Idol e Dancing with the Stars.
Chega a ser popularmente conhecido no Brasil como "palpite do Bing", devido ao seu sucesso durante a Copa do Mundo de 2014, ao acertar cem por cento das partidas. O Campeonato Brasileiro também usufrui desse recurso.